# کامرون داگلاس
کامرون داگلاس (انگلیسی: Cameron Douglas؛ زادهٔ ۱۳ دسامبر ۱۹۷۸) یک هنرپیشه اهل ایالات متحده آمریکا است. وی بین سال‌های ۱۹۹۷ تا الآن میلادی فعالیت می‌کند.
او در فیلم‌های خصلت خانوادگی و نشنال لمپون آدام و ایو بازی کرده‌است.
پدر کامرون داکلاس، مایکل داگلاس و پدر بزرگ وی کرک داگلاس می باشد.

## زندگی و آثار
داگلاس فرزند بازیگر و تهیه کنندهٔ آمریکایی مایکل داگلاس است از معرروفترین فیلم‌هایی که او در آن به ایفای نقش پرداخته‌است فیلم اقای نازنین، خصلت خانوادگی و اتاق شنوداست.

## رسوایی مواد مخدر
داگلاس تا کنون دو بار در زمینهٔ مواد مخدر دچار محکومیت شده‌است. اولین بار آن زمانی بود که در سال۲۰۰۷ پلیس در ماشین او سرنگی با محتوای کوکائین پیدا کرد و دومین مورد در سال ۲۰۰۹ به خاطر حمل مفتامین دستگیر شد. در سال ۲۰۱۱ در حالی که داشت دوران زندان خودش را سپری می‌کرد، به خاطر درخواست قاچاق مواد مخدر به زندان از طریق وکلایش به ۵ تا ۱۰ سال زندان محکوم شد. او در نهایت در سال ۲۰۱۶ بعد از سپری کردن ۷ سال زندان آزاد شد.